# Patryk Dziczek
Patryk Dziczek est un footballeur polonais né le 25 février 1998  à Gliwice. Il joue au poste de milieu de terrain avec le club de la Lazio Rome.

## Biographie

### En club
Lors de la saison 2018-2019, il inscrit trois buts en première division polonaise avec le club du Piast Gliwice.
Le 23 août 2019, il s'engage avec le club italien de la SS Lazio,. Cinq jours plus tard, il est prêté dans le club de l'US Salernitana en Serie B.

### En sélection
Avec les moins de 16 ans, il inscrit un but lors d'un match amical contre l'Autriche en septembre 2013.
Avec les espoirs, il participe au championnat d'Europe espoirs en 2019. Lors de cette compétition organisée en Italie, il joue trois matchs, avec pour résultats deux victoires et un nul.

## Palmarès
- Champion de Pologne en 2019 avec le Piast Gliwice

## Distinctions personnelles
- Meilleur espoir de la saison du championnat de Pologne en 2019[7]